# Evaristo Pérez de Castro

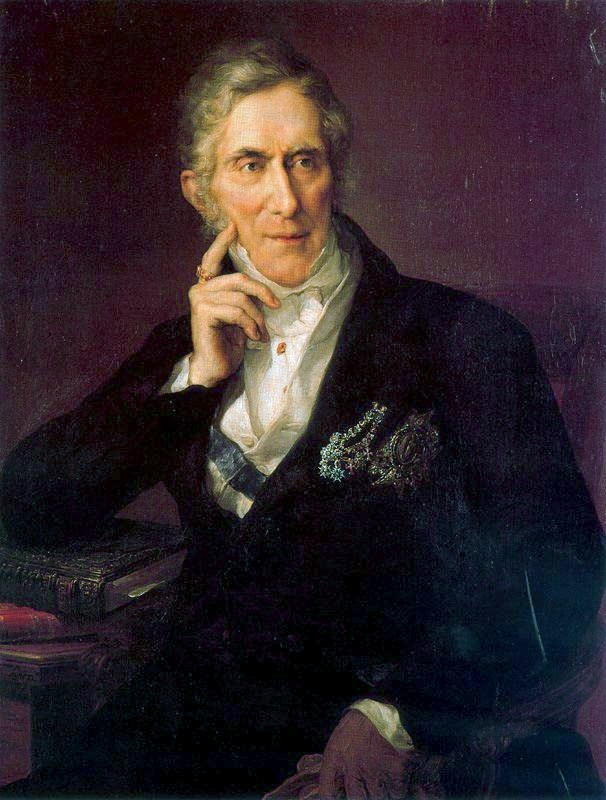
Evaristo Pérez de Castro (1839).

Evaristo Pérez de Castro Brito (Valladolid, 26 oktober 1778 - Madrid, 28 november 1849) was een Spaans politicus en eerste minister.

## Levensloop

### Spaanse Onafhankelijkheidsoorlog en heerschappij van Ferdinand VII
Pérez de Castro studeerde aan de Universiteit van Alcalá en aan de Academie van Santa Maria. In 1798 werd hij medewerker van de Spaanse ambassade in Wenen en later hoofdklerk bij de minister van Buitenlandse Zaken.
Tijdens de Spaanse Onafhankelijkheidsoorlog werd hij als lid van de Cortes van Cádiz politiek actief. Ook stelde hij een geschrift op waarin hij aan koning Jozef Bonaparte de soevereiniteit van Spanje tegenover Frankrijk eiste. In de jaren 1809-1810 was hij onderhandelaar in Portugal.
Op 24 september 1810 werd hij de secretaris voor de voorzitter van de Cortes en later werd hij door de regeringsraad naar Bayonne gestuurd om de in gevangenschap verblijvende Ferdinand VII, de voorganger van Jozef Bonaparte als koning, te ontmoeten.
Nadat Ferdinand VII eind december 1813 opnieuw koning werd van Spanje, was Pérez de Castro van 1817 tot 1820 ambassadeur in Hamburg.
Tijdens de liberale revolutie van 1820-1823 was hij van 18 maart 1820 tot 2 maart 1821 minister van Buitenlandse Zaken en de facto ook eerste minister, hoewel deze functie toen nog niet bestond. Tegelijkertijd was hij minister van Genadeverzoeken en van Justitie en was zo verantwoordelijk voor de amnestie van de liberalen op 23 april 1820. Toen Ferdinand VII in 1823 het absolutisme herstelde, moest hij naar Frankrijk vluchten. Na de dood van Ferdinand VII en de troonsovername van Isabella II werd hij in 1833 opnieuw actief als diplomaat.

### Isabella II en premierschap
Van 1834 tot 1835 was hij senator. Na de goedkeuring van de grondwet van 1837 begon hij een gematigde positie uit te oefenen en op 9 december 1838 werd hij in een periode van onrust benoemd tot eerste minister en combineerde dit met het ministerschap van Buitenlandse Zaken. Tijdens zijn premierschap ondertekende generaal Baldomero Espartero in augustus 1839 het verdrag dat de Eerste Carlistenoorlog beëindigde. Ook breidde hij de kieswet uit. Op 20 juli 1840 eindigde zijn premierschap en kort nadien werd hij senator. Toen generaal Espartero premier werd, ging Pérez de Castro in 1841 in ballingschap naar Frankrijk. Na de val van Espartero keerde hij in juli 1843 terug naar Spanje en op 15 augustus 1845 werd hij benoemd tot senator voor het leven.

### Schrijver en beschermheer
In 1814 publiceerde Pérez de Castro een boek over de briefwisseling tussen de Spaanse staatsminister Manuel de Godoy en koningin Maria Louisa van Bourbon-Parma, de moeder van Ferdinand VII. Tevens trad hij soms op als beschermheer van de schilder Francisco Goya.
- Biblioteca Nacional de España: XX1599381
- Gemeinsame Normdatei: 1235264491
- SNAC: w6rz0pgv
- Virtual International Authority File: 87329114
- WorldCat: E39PBJkhK8wdHpqWKrFWc6ptrq